# 레터 (영화)
레터(The Letter)는 미국에서 제작된 장 드 리무르 감독의 1929년 영화이다. 잔느 이글스 등이 주연으로 출연하였고 몬타 벨 등이 제작에 참여하였다.

## 출연

### 주연
- 잔느 이글스
- O.P. 헤기

### 조연
- 레지날드 오웬
- 허버트 마샬
- 아이린 브라운
- 케네스 톰슨

## 제작진
- 원작자: W. 서머셋 모옴